# Ведия
Ведия (исп. Vedia) — город в Аргентине в провинции Буэнос-Айрес. Административный центр муниципалитета Леандро-Нисефоро-Алем.
Расположен в северо-западной части провинции Буэнос-Айрес.
Основан в 1885 году Хоакином Кинтеросом.
Назван в честь аргентинского военачальника Хулио де Ведия (Julio de Vedia, 1826—1892).